# Islantilla
Islantilla é uma praia e localidade na parte ocidental da Costa da Luz, comunidade autónoma da Andaluzia, Espanha, nos municípios de Lepe e Isla Cristina da província de Huelva. É limitada pelas localidade e praias de Urbasur (a oeste) e La Antilla (a leste). O seu nome resulta da união de Isla Cristina com La Antilla.
Em 2010 tinha 1 261 habitantes, 528 residentes no município de Isla Cristina e 733 no de Lepe. A área urbanizada contínua, com mais de cinco quilómetros de extensão, tinha 2 799 habitantes em 2015, mas estima-se que no verão alcance 100 000 habitantes sazonais. O centro fica cerca de 7 km a sudoeste de Lepe, 8 km a leste de Isla Cristina, 50 km a oeste de Huelva, 135 km a oeste de Sevilha e 22 km a leste da fronteira portuguesa (distâncias por estrada).